# 2011-es Honda Indy Edmonton
A 2011-es Honda Indy Edmonton volt a 2011-es Izod IndyCar Series szezon tizedik futama. A versenyt 2011. július 24-én rendezték meg a Kanadai Edmonton repterén kialakított pályán. A versenyt a Versus közvetítette. A versenytáv eredetileg 90 körös lett volna de mivel úgy látták, hogy túl sokáig tartana a verseny ezért a futam előtt nem sokkal úgy döntöttek, hogy a versenytáv 80 körre rövidül.

## Nevezési lista
| Csapat                       | Első pilóta | Első pilóta         | Második pilóta | Második pilóta     | Harmadik pilóta | Harmadik pilóta | Negyedik pilóta | Negyedik pilóta  |
| ---------------------------- | ----------- | ------------------- | -------------- | ------------------ | --------------- | --------------- | --------------- | ---------------- |
| Newman/Haas Racing           | 2           | Oriol Servià        | 06             | James Hinchcliffe  |                 |                 |                 |                  |
| Team Penske                  | 3           | Hélio Castroneves   | 6              | Ryan Briscoe       | 12              | Will Power      |                 |                  |
| Panther Racing               | 4           | J. R. Hildebrand    |                |                    |                 |                 |                 |                  |
| KV Racing Technology - Lotus | 5           | Szató Takuma        | 59             | E. J. Viso         | 82              | Tony Kanaan     |                 |                  |
| Andretti Autosport           | 7           | Danica Patrick      | 26             | Marco Andretti     | 27              | Mike Conway     | 28              | Ryan Hunter-Reay |
| Dragon Racing                | 8           | Paul Tracy          |                |                    |                 |                 |                 |                  |
| Target Chip Ganassi Racing   | 9           | Scott Dixon         | 10             | Dario Franchitti   | 38              | Graham Rahal    | 83              | Charlie Kimball  |
| Dreyer & Reinbold Racing     | 22          | Justin Wilson       | 24             | Ana Beatriz        |                 |                 |                 |                  |
| A.J. Foyt Enterprises        | 14          | Vitor Meira         |                |                    |                 |                 |                 |                  |
| Dale Coyne Racing            | 18          | James Jakes         | 19             | Sebastien Bourdais |                 |                 |                 |                  |
| Conquest Racing              | 34          | Sebastian Saavedra  |                |                    |                 |                 |                 |                  |
| Sam Schmidt Motorsports      | 77          | Alex Tagliani       |                |                    |                 |                 |                 |                  |
| HVM Racing                   | 78          | Simona de Silvestro |                |                    |                 |                 |                 |                  |
| HIVATALOS NEVEZÉSI LISTA     |             |                     |                |                    |                 |                 |                 |                  |

## Eredmények

### Időmérő
| Pozíció | #  | Pilóta              | Csapat                       | Egyes csoport | Kettes csoport | Top 12    | Fast 6    |
| ------- | -- | ------------------- | ---------------------------- | ------------- | -------------- | --------- | --------- |
| 1       | 5  | Szató Takuma        | KV Racing Technology - Lotus |               | 1:18.1544      | 1:18.5616 | 1:18.5165 |
| 2       | 12 | Will Power          | Team Penske                  | 1:18.1963     |                | 1:18.1481 | 1:18.5674 |
| 3       | 9  | Scott Dixon         | Chip Ganassi Racing          |               | 1:18.4007      | 1:18.3534 | 1:18.6442 |
| 4       | 10 | Dario Franchitti    | Chip Ganassi Racing          |               | 1:18.3894      | 1:18.3382 | 1:18.6628 |
| 5       | 59 | E. J. Viso          | KV Racing Technology - Lotus |               | 1:18.5848      | 1:18.6010 | 1:18.7383 |
| 6       | 6  | Ryan Briscoe        | Team Penske                  |               | 1:18.5848      | 1:18.5865 | 1:19.0267 |
| 7       | 28 | Ryan Hunter-Reay    | Andretti Autosport           |               | 1:18.7057      | 1:18.6678 |           |
| 8       | 2  | Oriol Servià        | Newman/Haas Racing           | 1:18.8267     |                | 1:18.7142 |           |
| 9       | 3  | Hélio Castroneves   | Team Penske                  |               | 1:18.8263      | 1:18.7669 |           |
| 10      | 06 | James Hinchcliffe   | Newman/Haas Racing           | 1:18.7077     |                | 1:18.9323 |           |
| 11      | 82 | Tony Kanaan         | KV Racing Technology - Lotus | 1:18.9018     |                | 1:19.0190 |           |
| 12      | 19 | Sebastien Bourdais  | Dale Coyne Racing            |               | 1:18.9165      | 1:19.3802 |           |
| 13      | 38 | Graham Rahal        | Chip Ganassi Racing          | 1:19.0682     |                |           |           |
| 14      | 14 | Vitor Meira         | A. J. Foyt Enterprises       |               | 1:18.9781      |           |           |
| 15      | 22 | Justin Wilson       | Dreyer & Reinbold Racing     | 1:19.0732     |                |           |           |
| 16      | 78 | Simona de Silvestro | HVM Racing                   |               | 1:19.2084      |           |           |
| 17      | 77 | Alex Tagliani       | Sam Schmidt Motorsports      | 1:19.1329     |                |           |           |
| 18      | 18 | James Jakes         | Dale Coyne Racing            |               | 1:19.3533      |           |           |
| 19      | 26 | Marco Andretti      | Andretti Autosport           | 1:19.6204     |                |           |           |
| 20      | 27 | Mike Conway         | Andretti Autosport           |               | 1:19.4007      |           |           |
| 21      | 83 | Charlie Kimball     | Chip Ganassi Racing          | 1:20.0348     |                |           |           |
| 22      | 7  | Danica Patrick      | Andretti Autosport           |               | 1:19.4713      |           |           |
| 23      | 24 | Ana Beatriz         | Dreyer & Reinbold Racing     | 1:20.3224     |                |           |           |
| 24      | 4  | J. R. Hildebrand    | Panther Racing               |               | 1:19.5237      |           |           |
| 25      | 8  | Paul Tracy          | Dragon Racing                | 1:20.4836     |                |           |           |
| 26      | 34 | Sebastian Saavedra  | Conquest Racing              |               | 1:19.7200      |           |           |

## Rajtfelállás
| Rajtsor | Belső ív | Belső ív          | Külső ív | Külső ív            |
| ------- | -------- | ----------------- | -------- | ------------------- |
| 1       | 5        | Szató Takuma      | 12       | Will Power          |
| 2       | 9        | Scott Dixon       | 10       | Dario Franchitti    |
| 3       | 59       | E. J. Viso        | 6        | Ryan Briscoe        |
| 4       | 28       | Ryan Hunter-Reay  | 2        | Oriol Servià        |
| 5       | 3        | Hélio Castroneves | 06       | James Hinchcliffe   |
| 6       | 82       | Tony Kanaan       | 19       | Sebastien Bourdais  |
| 7       | 38       | Graham Rahal      | 14       | Vitor Meira         |
| 8       | 22       | Justin Wilson     | 78       | Simona de Silvestro |
| 9       | 77       | Alex Tagliani     | 18       | James Jakes         |
| 10      | 26       | Marco Andretti    | 27       | Mike Conway         |
| 11      | 83       | Charlie Kimball   | 7        | Danica Patrick      |
| 12      | 24       | Ana Beatriz       | 4        | J. R. Hildebrand    |
| 13      | 8        | Paul Tracy        | 34       | Sebastian Saavedra  |

### Verseny
| Pozíció               | #  | Pilóta              | Csapat                       | Futott kör | Idő/Kiesés oka                    | Rajthely | Élen töltött körök száma | Pont |
| --------------------- | -- | ------------------- | ---------------------------- | ---------- | --------------------------------- | -------- | ------------------------ | ---- |
| 1.                    | 12 | Will Power          | Team Penske                  | 80         | 1:57:22.5177                      | 2        | 57                       | 52   |
| 2.                    | 3  | Hélio Castroneves   | Team Penske                  | 80         | +0.8089                           | 9        | 1                        | 40   |
| 3.                    | 10 | Dario Franchitti    | Chip Ganassi Racing          | 80         | +1.1735                           | 4        | 2                        | 35   |
| 4.                    | 82 | Tony Kanaan         | KV Racing Technology - Lotus | 80         | +11.1507                          | 11       | 0                        | 32   |
| 5.                    | 22 | Justin Wilson       | Dreyer & Reinbold Racing     | 80         | +11.7835                          | 15       | 0                        | 30   |
| 6.                    | 19 | Sebastien Bourdais  | Dale Coyne Racing            | 80         | +12.6681                          | 12       | 0                        | 28   |
| 7.                    | 28 | Ryan Hunter-Reay    | Andretti Autosport           | 80         | +18.0259                          | 7        | 0                        | 26   |
| 8.                    | 27 | Mike Conway         | Andretti Autosport           | 80         | +18.3563                          | 20       | 2                        | 24   |
| 9.                    | 7  | Danica Patrick      | Andretti Autosport           | 80         | +21.0430                          | 22       | 0                        | 22   |
| 10.                   | 6  | Ryan Briscoe        | Team Penske                  | 80         | +31.1578                          | 6        | 0                        | 20   |
| 11.                   | 4  | J. R. Hildebrand    | Panther Racing               | 80         | +35.5404                          | 24       | 0                        | 19   |
| 12.                   | 14 | Vitor Meira         | A.J. Foyt Enterprises        | 80         | +37.5572                          | 14       | 0                        | 18   |
| 13.                   | 24 | Ana Beatriz         | Dreyer & Reinbold Racing     | 80         | +1:07.2455                        | 23       | 0                        | 17   |
| 14.                   | 26 | Marco Andretti      | Andretti Autosport           | 80         | +1:10.2013                        | 19       | 0                        | 16   |
| 15.                   | 06 | James Hinchcliffe   | Newman/Haas Racing           | 80         | +1:11.1179                        | 10       | 0                        | 15   |
| 16.                   | 34 | Sebastian Saavedra  | Conquest Racing              | 80         | +1:15.7811                        | 26       | 0                        | 14   |
| 17.                   | 77 | Alex Tagliani       | Sam Schmidt Motorsports      | 80         | +1:15.8866                        | 17       | 0                        | 13   |
| 18.                   | 18 | James Jakes         | Dale Coyne Racing            | 80         | +1:16.1893                        | 18       | 0                        | 12   |
| 19.                   | 83 | Charlie Kimball     | Chip Ganassi Racing          | 79         | +1 Kör                            | 21       | 0                        | 12   |
| 20.                   | 59 | E. J. Viso          | KV Racing Technology - Lotus | 79         | +1 Kör                            | 5        | 0                        | 12   |
| 21.                   | 5  | Szató Takuma        | KV Racing Technology - Lotus | 79         | +1 Kör                            | 1        | 0                        | 12   |
| 22.                   | 2  | Oriol Servià        | Newman/Haas Racing           | 76         | +4 Kör                            | 8        | 0                        | 12   |
| 23.                   | 9  | Scott Dixon         | Chip Ganassi Racing          | 74         | +6 Kör                            | 3        | 0                        | 13   |
| 24.                   | 78 | Simona de Silvestro | HVM Racing                   | 54         | Kuplung                           | 16       | 0                        | 15   |
| 25.                   | 38 | Graham Rahal        | Chip Ganassi Racing          | 0          | Baleset Saavedra-val és Tracy-vel | 13       | 0                        | 10   |
| 26.                   | 8  | Paul Tracy          | Dragon Racing                | 0          | Baleset Rahal-al                  | 25       | 0                        | 10   |
| HIVATALOS VÉGEREDMÉNY |    |                     |                              |            |                                   |          |                          |      |

### Verseny statisztikák
A verseny alatt 7-szer változott az élen álló személye 5 versenyző között.
| Változás az élen | Változás az élen  |
| Kör              | Élen              |
| ---------------- | ----------------- |
| 19               | Will Power        |
| 27               | Mike Conway       |
| 29               | Will Power        |
| 54               | Hélio Castroneves |
| 55               | Dario Franchitti  |
| 57               | Will Power        |

| Élen töltött körök száma | Élen töltött körök száma      |
| Körök                    | Versenyző                     |
| ------------------------ | ----------------------------- |
| 57                       | Will Power                    |
| 18                       | Szató Takuma                  |
| 2                        | Mike Conway, Dario Franchitti |
| 1                        | Hélio Castroneves             |

| Sárga zászlók: 2 alkalommal összesen 8 körön át | Sárga zászlók: 2 alkalommal összesen 8 körön át      |
| Körök                                           | Ok                                                   |
| ----------------------------------------------- | ---------------------------------------------------- |
| 1-4                                             | #8-as, #34-es, #38-as autó balesete a 7-es kanyarban |
| 25-28                                           | #2-es és #27-es autó balesete a 12-es kanyarban      |

## Bajnokság állása a verseny után
Pilóták bajnoki állása
| Pozíció | Pilóta           | Pontok |
| ------- | ---------------- | ------ |
| 1       | Dario Franchitti | 388    |
| 2       | Will Power       | 350    |
| 3       | Scott Dixon      | 282    |
| 4       | Tony Kanaan      | 254    |
| 5       | Oriol Servià     | 244    |